# Фахсафлоуи
Фа́хсафлоуи (исл. Faxaflói) — залив Атлантического океана на западном побережье Исландии, между полуостровами Снайфедльснес и Рейкьянес.
Ширина у входа около 90 км, длина 60 км; глубина большей части залива 35—37 м, дно песчаное.
На юго-восточном берегу залива расположена столица Исландии — Рейкьявик, а на восточном — рыболовный порт Акранес.